# Adolf Bachmann
Adolf Bachmann (Kulsam, 1849. január 27. – Prága, 1914. október 31.) szudétanémet történész, politikus.

## Pályafutása
Tanulmányait Prágában, Göttingenben és Berlinben végezte. 1874-től a prágai Károly Egyetem tanára lett, ahol 1885-től az osztrák történelem tanszéket vezette. Politikusi pályafutása 1901-ben kezdődött, amikor a cseh rendi országgyűlés képviselője lett, ezt követően 1907-től a bécsi birodalmi tanács képviselője.
Ismert, magyarul hozzáférhető műve: Csehország története 1648-tól 1848-ig. Bachmann Adolftól, fordította Acsády Ignácz.

## Fordítás
- Ez a szócikk részben vagy egészben a Adolf Bachmann című német Wikipédia-szócikk ezen változatának fordításán alapul.  Az eredeti cikk szerkesztőit annak laptörténete sorolja fel. Ez a jelzés csupán a megfogalmazás eredetét és a szerzői jogokat jelzi, nem szolgál a cikkben szereplő információk forrásmegjelöléseként.